# Sansar
Sansar — платформа соціальної віртуальної реальності, яка була розроблена фірмою Linden Lab в Сан-Франциско. 30 липня 2017 року гра була запущена в бета-режимі "creator". Платформа дозволяє створювати користувачам 3D простори, де люди можуть створювати та обмінюватися інтерактивними соціальними враженнями, наприклад, грати в ігри, дивитися відео та спілкуватися у ВР. Кожен учасник представлений детальним аватаром, який представляє собою графічне зображення користувача, включаючи мовні анімації на обличчі та анімації тіла, керовані рухом.
Sansar підтримує як гарнітури віртуальної реальності (включаючи Oculus Rift і HTC Vive), так і комп'ютери з ОС Windows, безкоштовно для використання, з розширеними функціями, доступними для абонентів, що платять персональними коштами.

## Опис
Sansar — віртуальний простір для спілкування з користувачами, які знаходяться в різних країнах світу. Тут не потрібно прокачувати рівень для вдосконалення віртуального аватару. Але присутні завдання для новачків щодо першого заробітку віртуальної валюти, які знаходяться на локації за дверими кімнати. Користувачам потрібно брати завдання (квести) у двох нпс на локації. Завдання стають важчими коли збільшується сума отримання валюти.
Власники аккаунтів мають можливість вибрати для себе будь-що — займатися створенням власних віртуальних вимірів, контенту для продажу, створення власних сценаріїв, подорож по локаціям інших людей, участь у спільнотах за інтересами, купування квитків на різноманітні події, в яких беруть участь зірки із англомовного телебачення, та інше.
Користувачі можуть грати зі стіму, вести свої трансляції на власному каналі Twitch.
Власники ВР мають можливість торкатися до віртуальних предметів, брати їх в руки, торкатися до інших віртуальних аватарів, та подорожувати по різноманітним локаціям віртуального світу.
В Sansar також є можливість дивитися відео, слухати музику, спілкуватися в чаті, або за допомогою мікрофону.
На відміну від Second Life, кожна людина має можливість створити 20 локацій безкоштовно, інвентар аватара знаходиться окремо від будівельних товарів зі скриптами. Також тут використовуються більш реалістичні аватари. В режимі редагування аватару є можливість правити одяг за допомогою мишки (імітує реальність), редагувати статичні предмети - змінювати їх розмір, позицію та використовувати специфічним способом анімації.

## Історія
У 2014 році Linden Lab оголосили про свій намір створити «віртуальний світ нового покоління» в дусі свого популярного віртуального світу Second Life.
У 2015 році більш детально про проект стало публічним, включаючи його позиціонування як платформу соціальної віртуальної реальності. Хоча назву продукту ще не було оприлюднено, звіти ЗМІ спочатку посилалися на ініціативу своїм внутрішнім кодовим ім'ям проекту Sansar. До кінця того ж року невелика кількість творців 3D-контенту було запрошено до участі в ранній альфа-версії.
З прогресом розвитку в 2016 році, більше запрошень було поширено на широку аудиторію творців для доступу до версії "попереднього перегляду творця" того, що скоро буде офіційно зареєстровано Sansar. Доступність для широкої громадськості почалася в 2017 році дебютом «бета-творця».
Через п'ять років розробок, 13 липня 2020 року у соціальної VR-платформи Sansar з'явився новий маловідомий власник Wookey Projects.

## Економіка
Як і Second Life, Sansar має свою власну віртуальну економіку і одиницю торгівлі. Користувачі Sansar можуть купувати і продавати віртуальні твори за допомогою "Sansar dollar" (S $). Долари Sansar можна придбати в Інтернеті через Sansar Dollar Exchange (SandeX) або заробити на продажі товарів у магазині Sansar. Хоча віртуальна економіка Sansar все ще перебуває у зародковому стані, багато спостерігачів порівнюють її теперішній потенціал з потужною економікою Second Life, яка у 2016 році побачила 500 мільйонів доларів у транзакціях користувача та близько 60 мільйонів доларів, відібраних творцями.